# Matěj Stránský
Matěj Stránský (* 11. červenec 1993, Ostrava) je český hokejový útočník. V roce 2024 vyhrál s českou hokejovou reprezentací zlatou medaili a stal se tak prvním z rodu Stránských, kdo tuto zlatou trofej vyhrál.

## Rodina
Jeho děda Vladimír Stránský je bývalý hokejový útočník, mistr české extraligy roku 1981, otec Darek Stránský bývaly hokejový útočník, momentálně trenér. Má dva strýce Vladan a Vít Stránský. Vladan hrával v české a australské nejvyšší soutěži a reprezentoval Austrálii. Vít ukončil kariéru v roce 2016 v druholigovém týmu HC Kopřivnice. Jeho bratr Šimon Stránský je taktéž aktivním hokejistou.

## Hráčská kariéra

### Začátky
Rodák z Ostravy začínal s hokejem v klubu HC Vítkovice Steel. S klubem prošel postupně mládežnické kategorie a v sezoně 2006/07 odehrál první zápas v nejvyšší dorostenecké lize. Úspěch v dorostenecké části zaznamenal v ročníku 2008/09, stal se nejlepším střelcem soutěže a s Vítkovickým klubem slavil titul. Následující ročník odehrál jedenáct zápasů za juniorský tým Vítkovic. V roce 2010 byl draftován z CHL ligy klubem Saskatoon Blades. Klub Saskatoon Blades nabídl příležitost zahrát si v klubu, jelikož neměl smlouvu s HC Vítkovice Steel. Později nabídlo smlouvu vedení Vítkovic, tu ale odmítl a odletěl do zámoří. Kvůli sporu měl zákaz reprezentoval národní tým v mistrovství světa do 18 let a mistrovství světa juniorů.

### Zámoří
V Saskatoon Blades začal hrát od roku 2010 do roku 2013, během tohoto období se propracovával mezi elitní hráče celku. Českého útočníka vybral Dallas Stars v šestém kole draftu 2011 jako celkově 165 hráče v pořadí. Poslední sezonu hrající v juniorské lize WHL opět atakoval hranici 80 kanadských bodů. Asistent generálního manažera Dallasu Les Jackson řekl o něm: „Matěj je silný hráč, který má velký ofenzivní talent“. Přípravu na seniorský hokej strávil v nováčkovského kempu Dallasu, kde se mimo jiné potkal třeba s krajanem Radkem Faksou. Dallas přesunul mladého českého útočníka na jejich farmu v Texas Stars. První zápas za Texas získal svůj první bod a jeho tým vyhrál 4:1. V pátém zápasu vstřelil první branku za seniorský hokej. S Texas Stars nakonec postoupil do playoff, kterou vyhráli a získali Calderův pohár. S pohárem se společně radoval i s českým spoluhráčem Faksou. O místo v sestavě Dallas Stars stále bojuje. Po vypršení nováčkovské smlouvy, se 17. července 2016 dohodl na jednoleté dvoucestné smlouvě s Dallasem Stars. Podle Dallas Morning News si vydělá v organizaci Dallasu 575 tisíc dolarů, v případě působení na farmě 75 tisíc dolarů. Ani ve čtvrtém ročníku nedostal příležitost v hlavním týmu Dallas Stars. na farmě v Texasu byl opěr oporou týmů a stal se nejlepším střelcem klubu. Zájem o Matěje měli kluby z ruské KHL, nejprve moskevský klub HC CSKA Moskva, který držel jeho práva z draftu 2016. Druhý zájem měl o jeho služby zájem Severstal Čerepovec, který se dohodl s moskevským celkem o jeho právech.

### KHL
19. června 2017 podepsal dvouletou smlouvu s Čerepovec. V týmu se potká s krajanem Petrem Holíkem, pro kterého to bude taktéž první ročník. Vedení týmu se tímhle přestupem zalíbila myšlenka vytvořit útočnou formaci Stránský – Holík. Číslo dresu si vybral 23, které nosíval naposled ve Vítkovické juniorce. První zápas v KHL odehrál za Čerepovec 22. září 2017 proti HK Jugra Chanty-Mansijsk, utkání skončilo porážkou 1:2 po prodloužení. První bod si připsal ve třetím kole v zápase proti HK Sibir Novosibirsk, jako jediný střelec nezabránil porážce 1:2. V úvodních zápasech hrál ve druhé útočné formaci s českým spoluhráčem Petrem Holíkem a ruským spoluhráčem Maximem Rybinem. Od devátého kola nahradil Rybina Daniil Vovčenko, Rybin byl místo Vovčenka přemístěn do třetí řady. Další změna ve druhé lajně proběhla po jedenáctém kole, Čerepovec dal najevo českému spoluhráči Petru Holíkovi, že nemá o jeho zájem služby a byl zařazen na listinu volných hráčů. Na jeho místo do druhé řady byl posunut ruský centr Jurij Trubačov.

## Ocenění a úspěchy
- 2009 ČHL-18 – Nejlepší střelec
- 2009 ČHL-18 – Nejlepší střelec v počtu vítězných branek
- 2017 AHL – All-Star Game
- 2021 ČHL – Nejlepší střelec
- 2022 NL – Nejlepší střelec

## Prvenství

### AHL
- Debut – 5. října 2013 (Chicago Wolves proti Texas Stars)
- První asistence – 5. října 2013 (Chicago Wolves proti Texas Stars)
- První gól – 20. října 2013 (Abbotsford Heat proti Texas Stars, kanadskému brankáři Laurent Brossoit)

### KHL
- Debut – 22. srpna 2017 (HK Jugra Chanty-Mansijsk proti Severstal Čerepovec)
- První gól – 26. srpna 2017 (HK Sibir Novosibirsk proti Severstal Čerepovec, českému brankáři Alexander Salák)
- První asistence – 3. října 2017 (HC Slovan Bratislava proti Severstal Čerepovec)

### ČHL
- Debut – 13. září 2019 (HC Oceláři Třinec proti Rytíři Kladno)
- První asistence – 13. září 2019 (HC Oceláři Třinec proti Rytíři Kladno)
- První gól – 22. září 2019 (HC Oceláři Třinec proti HC Verva Litvínov, českému brankáři Davidu Honzíkovi)
- První hattrick – 9. listopadu 2020 (HC Energie Karlovy Vary proti HC Oceláři Třinec)

### NL
- Debut – 7. září 2021 (EV Zug proti HC Davos)
- První asistence – 7. září 2021 (EV Zug proti HC Davos)
- První gól – 21. září 2021 (HC Davos proti SCL Tigers, švýcarskému brankáři Simon Rytz)
- První hattrick – 23. října 2021 (SC Bern proti HC Davos) – (v zápase vstřelil pět branek)

## Klubové statistiky
| Sezóna       | Klub                | Soutěž       |     | Základní část | Základní část | Základní část | Základní část | Základní část |   | Play off | Play off | Play off | Play off | Play off |
| Sezóna       | Klub                | Soutěž       | Z   | G             | A             | B             | TM            | Z             | G | A        | B        | TM       |          |          |
| 2006/07      | HC Vítkovice 18     | ČHL-18       | 1   | 0             | 0             | 0             | 0             | —             | — | —        | —        | —        |          |          |
| 2007/08      | HC Vítkovice 18     | ČHL-18       | 43  | 5             | 14            | 19            | 22            | 3             | 1 | 1        | 2        | 2        |          |          |
| 2008/09      | HC Vítkovice 18     | ČHL-18       | 46  | 40            | 23            | 63            | 68            | 7             | 5 | 5        | 10       | 6        |          |          |
| 2009/10      | HC Vítkovice 18     | ČHL-18       | 43  | 17            | 33            | 50            | 112           | 2             | 1 | 2        | 3        | 4        |          |          |
| 2009/10      | HC Vítkovice 20     | ČHL-20       | 11  | 2             | 1             | 3             | 4             | —             | — | —        | —        | —        |          |          |
| 2010/11      | Saskatoon Blades    | WHL          | 71  | 14            | 12            | 26            | 53            | 10            | 3 | 6        | 9        | 8        |          |          |
| 2011/12      | Saskatoon Blades    | WHL          | 70  | 39            | 42            | 81            | 75            | 4             | 1 | 1        | 2        | 2        |          |          |
| 2012/13      | Saskatoon Blades    | WHL          | 72  | 40            | 45            | 85            | 88            | 4             | 0 | 0        | 0        | 4        |          |          |
| 2013/14      | Texas Stars         | AHL          | 65  | 9             | 14            | 23            | 53            | 21            | 1 | 4        | 5        | 10       |          |          |
| 2014/15      | Texas Stars         | AHL          | 70  | 7             | 12            | 19            | 60            | 2             | 0 | 0        | 0        | 0        |          |          |
| 2015/16      | Texas Stars         | AHL          | 74  | 23            | 16            | 39            | 63            | 4             | 0 | 1        | 1        | 4        |          |          |
| 2016/17      | Texas Stars         | AHL          | 76  | 27            | 20            | 47            | 60            | —             | — | —        | —        | —        |          |          |
| 2017/18      | Severstal Čerepovec | KHL          | 42  | 8             | 4             | 12            | 41            | 4             | 1 | 0        | 1        | 25       |          |          |
| 2018/19      | Severstal Čerepovec | KHL          | 17  | 3             | 3             | 6             | 12            | —             | — | —        | —        | —        |          |          |
| 2018/19      | Mora IK             | SEL          | 24  | 8             | 6             | 14            | 16            | —             | — | —        | —        | —        |          |          |
| 2019/20      | HC Oceláři Třinec   | ČHL          | 52  | 23            | 22            | 45            | 46            | —             | — | —        | —        | —        |          |          |
| 2020/21      | HC Oceláři Třinec   | ČHL          | 50  | 33            | 19            | 52            | 64            | 16            | 5 | 10       | 15       | 22       |          |          |
| 2021/22      | HC Davos            | NL           | 49  | 26            | 20            | 46            | 65            | 11            | 4 | 3        | 7        | 2        |          |          |
| 2022/23      | HC Davos            | NL           | 52  | 25            | 17            | 42            | 26            | 5             | 1 | 1        | 2        | 8        |          |          |
| 2023/24      | HC Davos            | NL           | 51  | 22            | 19            | 41            | 24            | 7             | 1 | 1        | 2        | 4        |          |          |
| 2024/25      | HC Davos            | NL           | 51  | 24            | 15            | 39            | 30            | 10            | 3 | 7        | 10       | 2        |          |          |
| Celkem v AHL | Celkem v AHL        | Celkem v AHL | 285 | 66            | 62            | 132           | 202           | 27            | 1 | 5        | 6        | 14       |          |          |

## Reprezentace
| Rok                       | Tým                       | Soutěž                    | Z  | G | A | B  | TM |
| ------------------------- | ------------------------- | ------------------------- | -- | - | - | -- | -- |
| 2021                      | Česko                     | MS                        | 7  | 1 | 2 | 3  | 2  |
| 2022                      | Česko                     | OH                        | 4  | 0 | 1 | 1  | 0  |
| 2022                      | Česko                     | MS                        | 10 | 0 | 1 | 1  | 2  |
| 2024                      | Česko                     | MS                        | 10 | 3 | 1 | 4  | 6  |
| 2025                      | Česko                     | MS                        | 8  | 3 | 0 | 3  | 4  |
| Seniorská kariéra celkově | Seniorská kariéra celkově | Seniorská kariéra celkově | 39 | 7 | 5 | 12 | 14 |